# Texas
Texas (IPA: [ˈtɛksəs] kiejtéseⓘ) az Amerikai Egyesült Államok egyik tagállama, amely az ország déli-délnyugati részén helyezkedik el. Texas 1836-ban nyilvánította ki Mexikótól való függetlenségét. Majdnem egy évtizedig önálló volt, Texasi Köztársaság néven. 1845-ben csatlakozott az Egyesült Államokhoz, így annak 28. állama lett. 692 622 km²-es területével Alaszka után az USA második legnagyobb, valamint 29,2 milliós lakosságával Kalifornia után a második legnépesebb tagállama.

## Neve
Elnevezése az indián kadó nyelvből származik: a táyshaʔ, tecas, vagy tejas (spanyol betűzéssel) annyit tesz, mint „akik barátok”, „barátok” vagy „szövetségesek”.

## Földrajza

Domborzati térkép

Az Amerikai Egyesült Államok délkeleti részén elhelyezkedő Texas állam földrajztudománya a formák és földtani időszakok széles skáláját öleli fel. Texas a Nagy Síkság (Great Plains) préri borította vidékének déli részén terül el. Délről a mexikói Keleti-Sierra Madre hegylánca határolja.

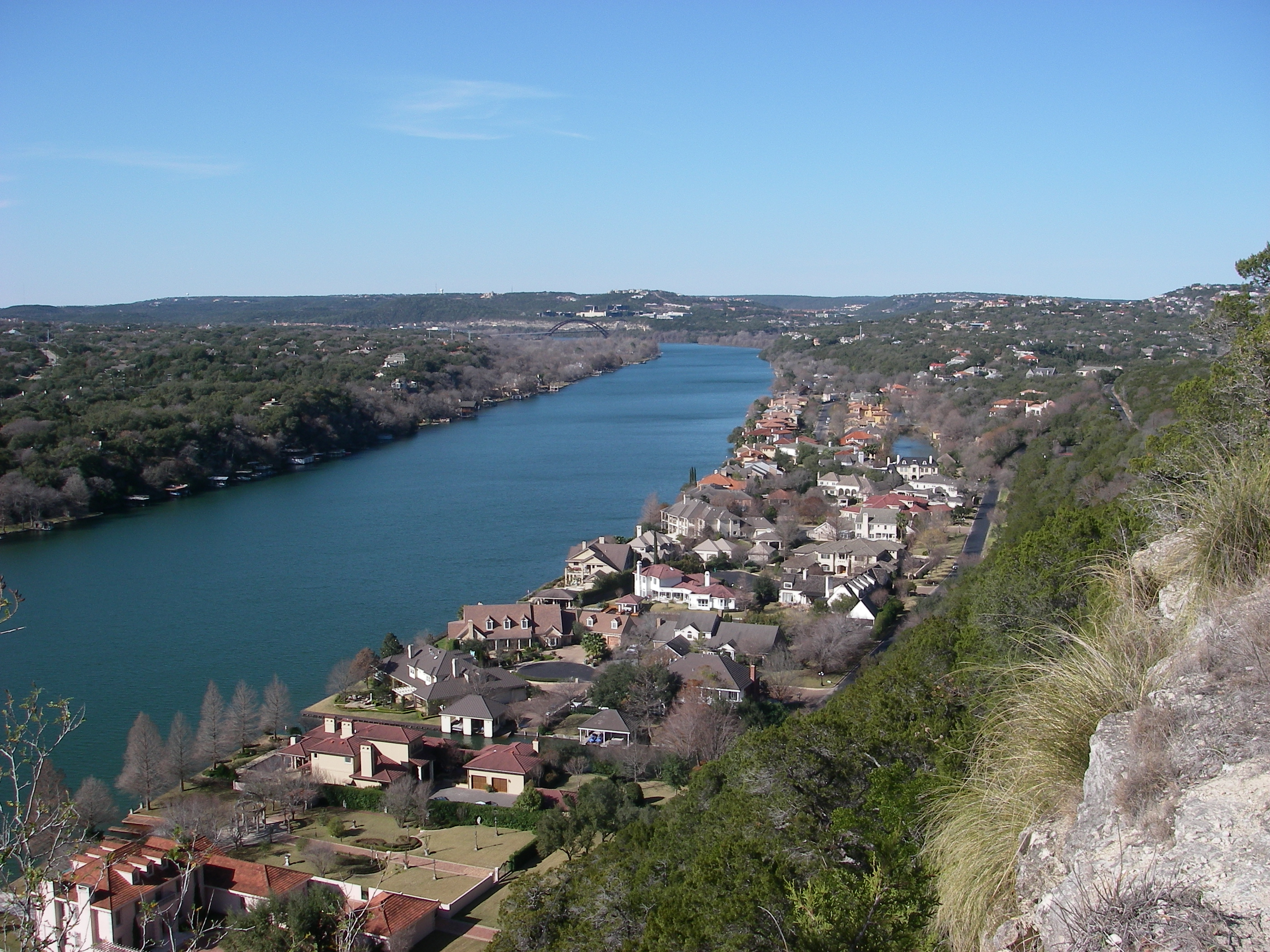
Austin. Kilátás a Colorado folyóra a Mount Bonnellről

A Rio Grande, a Red River of the South és a Sabine folyók jelölik északi, Oklahomával közös határait. Keleten Louisianával és Arkansas-val, nyugati irányban  Új-Mexikóval, délen pedig négy mexikói állammal határos. Ezek: Chihuahua, Coahuila, Új-León és Tamaulipas.
Az itt élők (az égtájak szerint) négy részre osztják. A Texas Almanac szerint négy fő földrajzi területe van: az öbölmenti síkság, a középső mélyföld, a Nagy Síkság és a „Basin and Range” néven emlegetett terület.

### Éghajlata
Texas időjárása változatos, mivel több éghajlati zóna határán fekszik. Március és július között gyakoriak a tornádók. A csapadék eloszlása egyenlőtlen: El Pasóban mindössze átlagosan évi 198 mm hullik, míg Orange városában 1500 mm. Északon telente kevés hó is szokott hullani. A legmagasabb nyári hőmérséklet a hegyekben mért kb. 27 °C-tól a Rio Grande völgyében jellemző 38 °C-ig terjed.

## Történelme

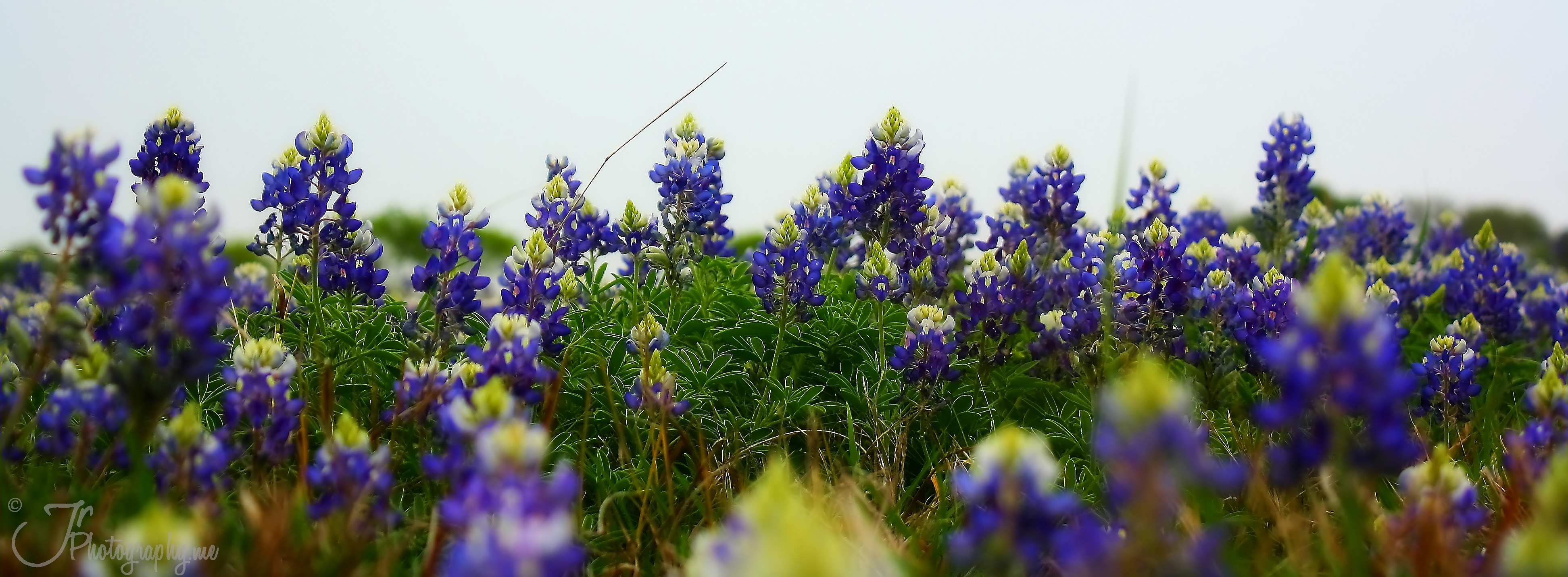
Bluebonnet, Texas jelképe, magyarul csillagfürt, amely Texasban április-május környékén mindenfelé hatalmas kék mezőként virít

A texasiak büszkék arra, hogy hat zászló is uralta e vidéket: a francia Fleur-de-lis, a spanyol, a mexikói, a texasi, az amerikai, valamint a konföderációs nemzeti lobogók.
A mai Texas határain belül egykor több őslakos törzs élt, köztük az apacsok, az atakapanok, a bidaik, a kaddók, a komancsok, a cserokik, a kajovák, a tonkavák és a vicsiták.
Álvar Núñez Cabeza de Vaca spanyol konkvisztádor 1528. november 6-án hajótörést szenvedett a mai Texas partjainál. Ő volt az első európai, aki betette a lábát erre a földre. 1537-ben megírta az itt szerzett tapasztalatait La relación c. művében.
1821-től kezdve Texas Mexikóhoz tartozott. Texas a 19. század elején még csekély népességgel bírt (alig több mint 3000 ember), ezért a mexikói állam tevékenyen támogatta a bevándorlók érkezését a területre. Az új lakók főleg az Egyesült Államokból érkező angol nyelvű farmerek (és szerencsevadászok) voltak, akik új települések tucatjait létesítették. A túlzott bevándorlás hatására azonban Texas lakossága az 1830-as évekre jobbára angolszász nyelvű emberekből tevődött össze.
1835-ben Antonio López de Santa Anna mexikói elnök kihirdette az egységes alkotmányt, amely meg akarta akadályozni, hogy további amerikai telepesek érkezzenek az országba, nehogy az Egyesült Államok igényt tartson Texasra. A Texasban élő észak-amerikai telepesek azonban kijelentették, hogy inkább elszakadnak, semmint hogy az alkotmány hatálya alá kerüljenek. Fölajánlották, hogy elfogadják az 1824-es mexikói alkotmányt, ami nem csupán vallás-, hanem gondolati és sajtószabadságot is hirdetett, és engedélyezte a rabszolgatartást. Sérelmezték, hogy a mexikói kormány nem engedélyezte a fegyvertartást (nehogy hatékonyabban ellenállhassanak a mexikóiaknak), sőt Santa Anna tábornok megtiltotta a további amerikai betelepedést Texasba.
1836. március 2-án Texas kikiáltotta függetlenségét, majd április 21-én a San Jacintó-i csatában serege vereséget mért a Santa Anna vezette mexikóiakra. A siker kulcsa az volt, hogy a texasi hadseregnek volt elég ideje megszerveződni. Ezt az Alamo-erődöt védő kis csapatnak, valamint a taktikus Sam Houston tábornoknak köszönhették, aki addig-addig adta föl a területeket, amíg nem sikerült végre elegendő embert összeszedni. Az elfogott Santa Anna által aláírt velascói szerződésekben Texas határait világosan meghúzták. Mexikó azonban nem ismerte el a szerződéseket, és kijelentették, hogy Texas csak egy elszakadt tartomány, és ígéretet tettek visszafoglalására. Azonban az ország politikai rendszere olyannyira düledező volt, hogy képtelenek voltak beváltani fenyegetéseiket. Később, még 1836 során Texasban engedélyezték a rabszolgatartást. A Texasi Köztársaság területe magában foglalta a mai állam területét, valamint néhány, tőle északra és északnyugatra fekvő vidéket is.
A texasiak kinyilvánított óhaja volt az USA-hoz való csatlakozás. Mexikó mindenesetre háborút helyezett kilátásba erre az esetre. Nagy-Britannia támogatta a texasi függetlenséget, hiszen az valamiféle ellensúlyt képezhetett az Egyesült Államokkal szemben. Londonban például texasi nagykövetség nyílt. A britek igyekeztek lebeszélni a mexikóiakat egy esetleges háborúról. Az 1840-es évekre Texas gyorsan fejlődő ország lett, ami elég erős volt ahhoz, hogy megvédje magát. Az északi államok nem támogatták egy újabb rabszolgatartó állam fölvételét az Unióba. 1844-ben azonban elnökké választották a csatlakozáspárti James Knox Polkot. 1845. december 29-én Texast meghívták az USA tagállamának. Ennek következményeként robbant ki a mexikói–amerikai háború, mely a mexikóiakra nézve megsemmisítő vereségekből állt.
Az amerikai polgárháború során Texas 1861. február 1-jén kiszakadt az Egyesült Államokból, és az év március 1-jén a Konföderáció ideiglenes kormánya tagállamként ismerte el. Az állam részint a mexikói háborúban is helytállt, edzett katonákat tudott küldeni a konföderációs seregbe. 1863 közepéig Texas egyfajta ellátó államként működött, amikor is az északiak elfoglalták a Mississippi-folyó vidékét, így lehetetlenné vált nagyobb számú ember vagy lábasjószág mozgatása, szállítása. A Palmito Ranch-i ütközet, a polgárháború utolsó csatája Texas földjén zajlott, 1865. május 12–13-án (jóval Lee tábornok április 9-i veresége után). Az állam majd két hónapnyi anarchiába süllyedt, míg teljesen Gordon Granger tábornok fennhatósága alá nem került. A konföderációs sereg széthullott, az állami tulajdon pedig gyakran magánkézbe került. A rabszolgákat felszabadító 1863. január 1-jén kelt elnöki rendeletet (Emancipation Proclamation) Texasban csak 1865. június 19-én hirdették ki, Galvestonban. Ezen esemény ünnepe a Juneteeth. 1870. március 30-án, noha nem felelt meg minden követelménynek, Texast újra felvették az Amerikai Egyesült Államok sorába.
A Beaumont melletti Spindletop-dombon fedezték fel az első nagyobb kőolajlelőhelyet az államban, 1901. január 10-én. Később felfedezték a Mexikói-öböl mentén, valamint a Texas keleti és nyugati részén húzódó olajmezőket. Az olajkitermelés robbanásszerű növekedése átalakította az állam gazdaságát. Az 1972-es csúcsig naponta átlagosan hárommillió hordó nyersolajat termeltek ki itt. A megerősödött gazdaságra súlyos csapást mért a Nagy gazdasági világválság, majd a „Dust Bowl” néven ismert aszályos időszak pusztítása.

## Népesség

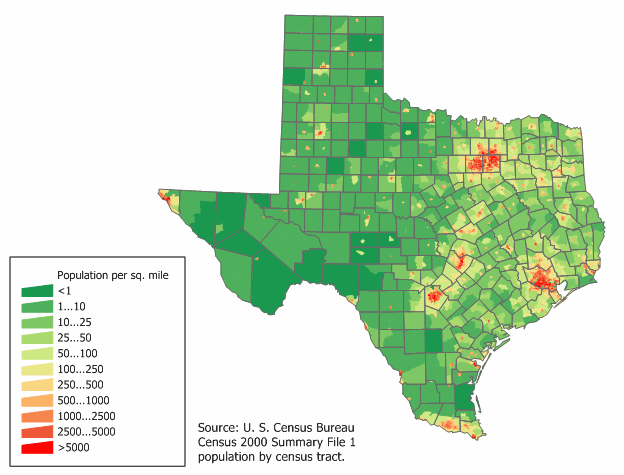
Texas népsűrűségi térképe

| Lakosok száma | 3 896 542 | 4 663 228 | 6 414 824 | 7 711 194 | 9 579 677 | 14 229 191 | 16 986 510 | 20 851 820 | 27 469 114 | 29 145 505 |
|               | 1910      | 1920      | 1940      | 1950      | 1960      | 1980       | 1990       | 2000       | 2015       | 2020       |

### Legnagyobb városok

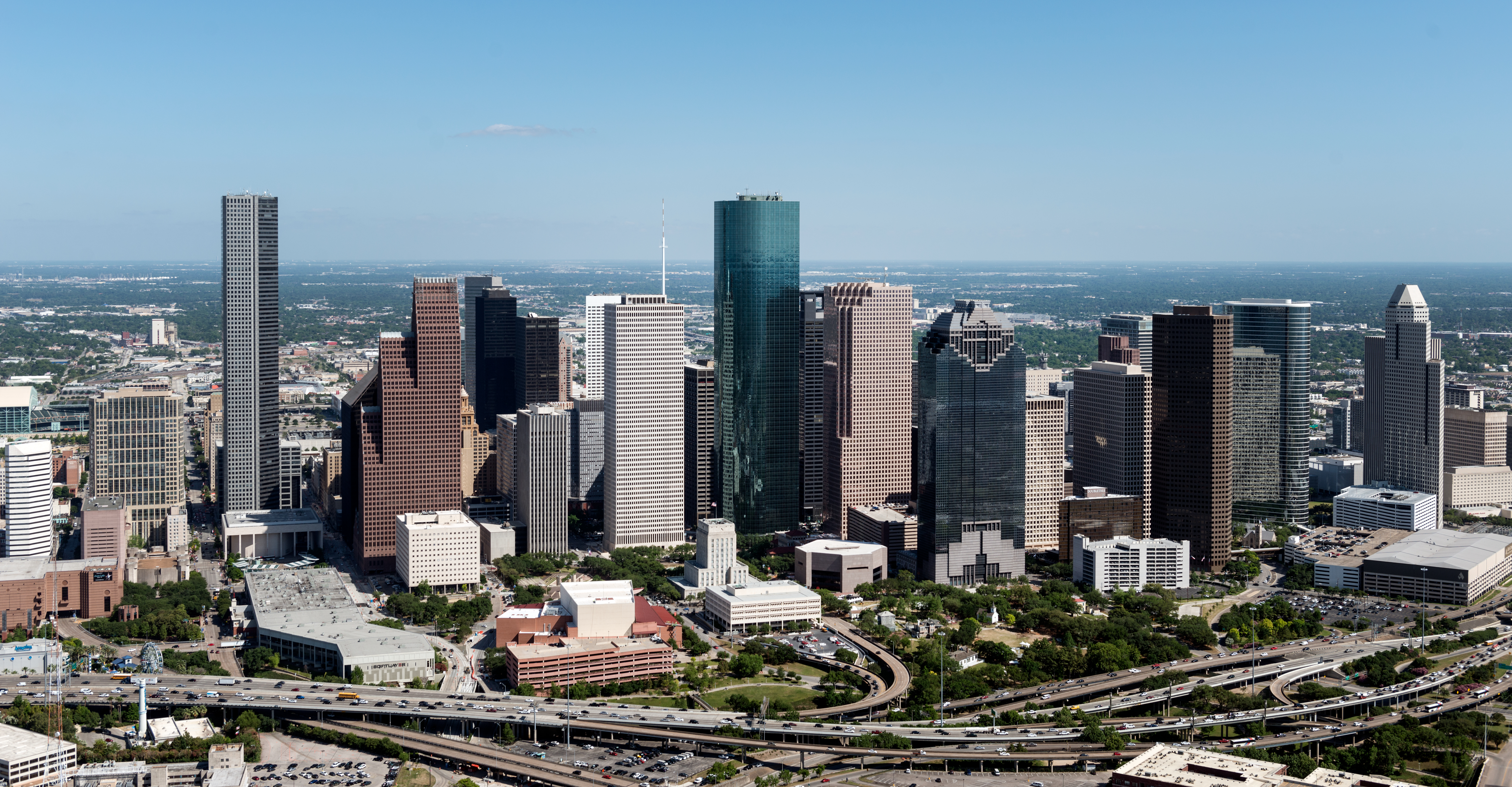
Houston

A város neve után a népesség nagysága  áll (2010, fő).
- Houston – 2 099 451
- San Antonio – 1 327 407
- Dallas – 1 197 816
- Austin – 790 390
- Fort Worth – 741 206
- El Paso – 649 121
- Arlington – 365 438
- Corpus Christi – 305 215
- Plano – 259 841
- Laredo – 236 091
- Lubbock – 229 573
- Garland – 226 876

## Közigazgatás

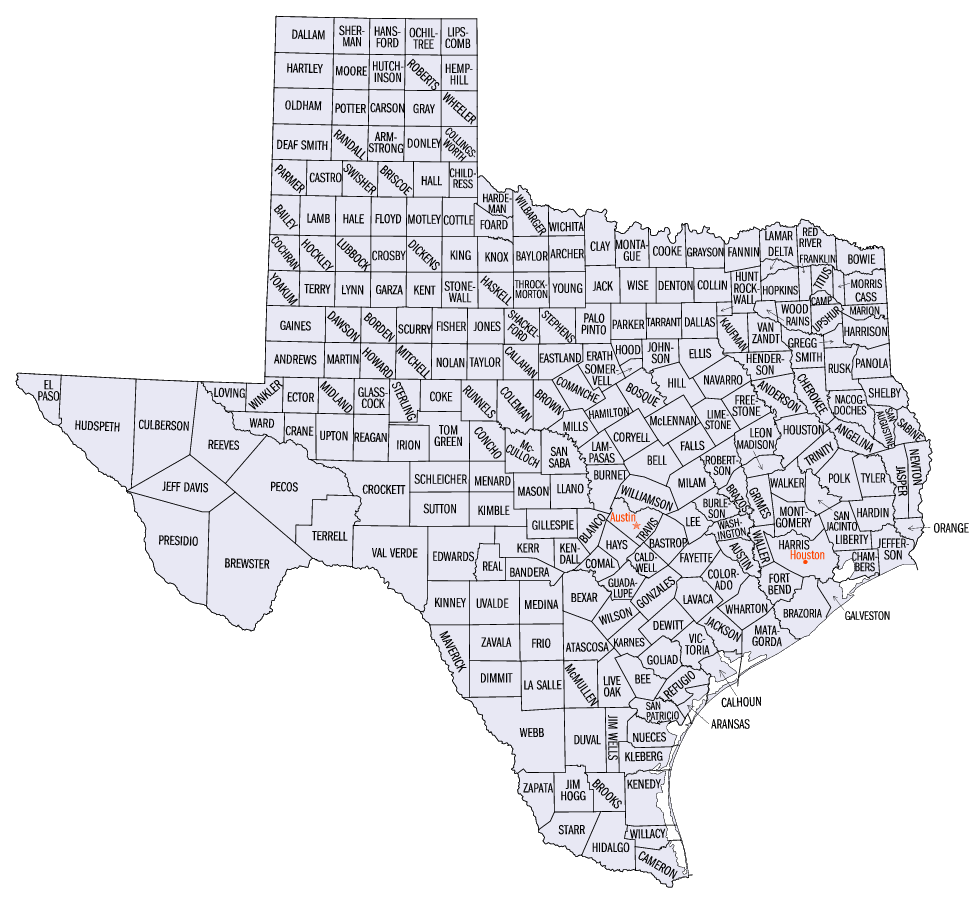
Texas megyéi

Az állam 254 megyéből áll, ami a legtöbb az országban.

## Gazdasága
Texas összes megtermelt jövedelme 982,4 milliárd dollár. Ez az összeg az USA-ban a második legnagyobb (Kalifornia után). Az egy főre vetített GDP nagysága 42 899 dollár volt 2005-ben. Texas gazdasági növekedését a sok munkalehetőségnek, az alacsony ingatlanáraknak, az állam által kivethető személyi adók hiányának („state income tax”), az alacsony adóztatásnak, valamint az üzleti élet akadálytalan folyásának köszönheti. Az állam bizonyítottan 4,6 milliárd hordó kitermelhető kőolajkészlettel rendelkezik. Texas a második világháborúig jórészt falusias volt. Fontos gazdasági ágai az állattartás és az olajkitermelés volt. A legfontosabb gazdasági ágazat azonban sokáig a gyapottermesztés volt. A háború után Texas nagy mértékben iparosodott.
Ma a főbb gazdasági ágak a következők: információs technológia, kőolaj- és földgáz-kitermelés, üzemanyag-gyártás, energiaipar, mezőgazdaság, gyáripar. A gazdaság jelentős része a helyi iparágakra támaszkodik: például a faipar az állam keleti részén, míg a repülőgépgyártás vagy a hadiipar Dallasban és Fort Worth-ben jellemző.
A Texas A&M University szerint manapság Texas állam a legnagyobb szarvastenyésztő (Cervidae) az USA-ban, több mint 1000 szarvasfarmmal. Texasban ezek 650 millió dolláros jövedelmet hoznak az államnak. A szarvasfarmokból egyéb ágazatok is hasznot húznak, például azok, akik ellátják a farmokat táplálékkal, gyógyszerrel és üzemanyaggal, valamint a feldolgozó helyek.
Két nagy gazdasági központja van: Houston és Dallas.

## Kultúra

### Gasztronómia
Texas nagy területénél fogva változatos konyhával rendelkezik. Az idők során a texasi spanyol, mexikói, őslakos indián, kreol és afroamerikai elemek ötvöződéséből alakult ki, amely a bevándorlók révén bővült dél-európai, cseh, német és más amerikai államok kulináris hatásaival. A szomszédos államok közül Új-Mexikó és Louisiana erősen befolyásolja a texasi gasztronómiát.
Gyakori és világszerte is ismert a texasi barbecue, hajdan a marhahajcsárok (cowboyok) kedvenc eledele volt, amit szénen sütöttek marhahúsból. Később a fekete rabszolgák révén elterjedt a zárt edényben történő sütési módszer, amely füstölt ízt kölcsönöz a húsnak és a szén helyett főleg hőt használt a sütéshez. A texasi barbecue kísérői fehér kenyér, fűszeres mártások, szeletelt hagyma, savanyúság. A barbecue Texas középső és keleti felén sajátosan készül.
A klasszikus hamburger hazájának Texast tekintik, állítólag egy Fletcher Davis nevű vendéglős találmánya volt eredetileg.
A többi amerikai államból érkező telepesek vagy felszabadított rabszolgák új kulináris hagyományokat és ízesítési módszereket is meghonosítottak. A volt rabszolgák révén terjedt el a sertéshús megfelelő besózásának módszere és a fűszerek speciális alkalmazása.
Mexikói hatást tükröznek a taco, tamale, chili, picadillo, burrito és hasonló készítmények megléte. Az őslakosságtól örökölték meg az európai eredetű lakók a csörgőkígyóhús felhasználását és fogyasztását. Ez a hús önmagában vagy kolbászformában nagyon sok boltban kapható Texas szerte. A marhahús mellett a régi idők cowboyainak gyakori eledele volt a prérin, elkészítésére is számtalan módot kitaláltak.